# Sphenomorphus granulatus
Espèce
Synonymes
- Lygosoma granulatum Boulenger, 1903

Sphenomorphus granulatus est une espèce de sauriens de la famille des Scincidae.

## Répartition
Cette espèce est endémique de Papouasie-Nouvelle-Guinée.

## Publication originale
- Boulenger, 1903 : Descriptions of new reptiles from British New Guinea. Proceedings of the Zoological Society of London, vol. 1, no 2, p. 125-129 (texte intégral).